# Helminthophis

Helminthophis é uma gênero de répteis escamados da subordem Serpentes, não venenosos, encontrados na América do Sul e América Central. Atualmente são reconhecidos 3 espécies monotípicas

## Dispersão Geográfica
É encontrado dede o sul da América Central até o noroeste da América do Sul na Costa Rica, Panamá, Colômbia e Venezuela.

## Espécies
| Gênero e autor                             | Nome comum |  |
| ------------------------------------------ | ---------- |  |
| Helminthophis flavoterminatus Peters, 1857 |            |  |
| Helminthophis frontalisT Peters, 1860      |            |  |
| Helminthophis praeocularis Amaral, 1924    |            |  |

T) Espécie-tipo.